# Cratere Borda
Borda è un cratere lunare di 45,4 km situato nella parte sud-orientale della faccia visibile della Luna.
Il cratere è dedicato al matematico francese Jean-Charles de Borda.

## Crateri correlati
Alcuni crateri minori situati in prossimità di Borda sono convenzionalmente identificati, sulle mappe lunari, attraverso una lettera associata al nome.
| Borda | Coordinate            | Diametro (in km) |
| ----- | --------------------- | ---------------- |
| A     | 26°52′12″S 50°48′00″E | 18,35            |
| D     | 24°34′12″S 46°07′12″E | 5,37             |
| E     | 24°00′36″S 45°28′48″E | 11,95            |
| F     | 26°11′24″S 47°53′24″E | 9,96             |
| G     | 26°18′36″S 45°18′36″E | 6,55             |
| H     | 26°44′24″S 46°35′24″E | 10,84            |
| J     | 27°01′12″S 46°58′12″E | 14,97            |
| K     | 27°32′24″S 47°08′24″E | 12,33            |
| L     | 27°03′36″S 47°37′48″E | 12,65            |
| M     | 25°25′48″S 43°54′36″E | 13,88            |
| R     | 27°25′48″S 50°31′48″E | 14,38            |